# عدد نوترون

این نمودار نیمه عمر (T_{½}) ایزوتوپ های مختلف با عدد اتمی و عدد نوترون مختلف را نشان می دهد.

به تعداد نوترون های موجود در هستۀ هر اتم عدد نوترون یا عدد نوترونی (به انگلیسی: Neutron number) گفته می‌شود و با نماد N نیز نشان می‌دهند. اختلاف عدد جرمی و عدد اتمی معادل عدد نوترونی است.